# Горбатов, Александр Владимирович
Алекса́ндр Влади́мирович Горба́тов (род. 25 марта 1988, Запорожье, СССР) — российский актёр театра и кино.

## Биография
Родился в Запорожье, городе, где служил его отец — кадровый офицер ВС СССР. В детстве жил не только в Запорожье, но и в Череповце, Горьком. В отрочестве и юности занимался спортом, в течение 9 лет успешно посещал секцию бокса, любил играть в футбол; увлекался игрой на гитаре. После школы обучался в ПТУ, получил профессию газоэлектросварщика; работал по рабочей специальности, ремонтником, затем в коммерции.
В 2011 году поступил в Театральный институт имени Бориса Щукина, где обучался по курсу актёрского мастерства у педагогов Нины Дворжецкой и Римаса Туминаса.
- 2013 год — актёр дебютировал в телесериале «Всё сначала» режиссёра Дарьи Полторацкой[2].
- 2014 год — состоялся его дебют на сцене Театра имени Евгения Вахтангова, он сыграл роль короля в детском спектакле «Кот в сапогах» (штатным актёром труппы этого театра он стал годом позже)[2].
- 2015 год — на телеэкраны страны вышло сразу два телесериала с его участием: «Молодая гвардия», показанный на Первом канале, и многосерийная драма «Тихий Дон» — экранизация знаменитого произведения Михаила Шолохова, представленная на канале «Россия 1» режиссёром Сергеем Урсуляком. После премьеры этого сериала Александр Горбатов, сыгравший одну из главных ролей приобрёл широкую популярность[3].
- 2017 год — приглашён на главную мужскую роль в драму «Катерина Ильвовна», которую поставили в Московском театре Олега Табакова; в основу пьесы легло произведение Лескова «Леди Макбет Мценского уезда»[4]. В 2017 году Александр также сыграл небольшую роль князя Яшвина в киноленте Карена Шахназарова «Анна Каренина. История Вронского», а также главную роль в художественном фильме «в жанре супергеройского кино с элементами комедии», режиссёра Владимира Беседина — «Майор Гром».
- 2018 год — громкой премьерой этого года стала многосерийная историческая драма, посвящённая войне — «Остаться в живых», в которой Александр Горбатов исполнил роль старшины Петра Стрельченко[5]. Этим же годом артист снялся в двух небольших, но колоритных ролях: в драме «Годунов» и фэнтези «Беловодье. Тайна затерянной страны»; а также, в кинокартине «Ненастье», поставленной Сергеем Урсуляком — им блестяще сыграна роль ветерана-афганца Сергея Лихолетова, одного из главных героев кинодрамы, в которой играли известные киноартисты: Сергей Маковецкий, Александр Яценко, Татьяна Лялина, Александр Голубев. Фильм получил главный приз Международного фестиваля ТВ- и веб-сериалов Serial Killer (Брно, Чехия)[6].

С 2018 года участвует в спектаклях Театра имени Евгения Вахтангова в качестве приглашённого актёра.
- 2019 год — снимался в трёх кинокартинах: «Тайна печати дракона» — казак Фома, «Одесский пароход» — капитан воздушного судна, «Ржев» — Иван Басов и в телесериале «Холодные берега» — Роман Дементьев.

## Личная жизнь
Женат с 2018 года, жена — Виктория Мигунова (грузинка). Они обвенчались в главном храме Батуми — храме Рождества Пресвятой Богородицы. Осенью 2019 года у супругов родилась дочь Мира.

## Театральные работы
Театр имени Е. Б. Вахтангова
- «Кот в сапогах» (по одноимённой сказке Шарля Перро, режиссёр Владимир Иванов) — Король;
- «Мещане» (по одноимённой пьесе М. Горького) — певчий Тетерев;
- «Улыбнись нам, Господи» (по романам Гр. Кановича «Улыбнись нам, Господи» и «Козлёнок за два гроша»; режиссёр Р. Туминас) — Мазурики, волки, рекруты;
- «Сирано де Бержерак» (по одноимённой драме в стихах Эдмона Ростана) — Капуцин, Докучный, Мушкетёр;
- «Гроза» (по пьесе А. Н. Островского, режиссёр Уланбек Баялиев) — Савел Прокофьевич Дикой, купец;
- «Евгений Онегин» (режиссёр Римас Туминас) — Гусар в отставке.

Московский театр Олега Табакова
- «Катерина Ильвовна» (по повести Лескова «Леди Макбет Мценского уезда») — Сергей.

## Фильмография
| Год  |     | Название                           | Роль                                                                         |
| ---- | --- | ---------------------------------- | ---------------------------------------------------------------------------- |
| 2014 | с   | Все сначала                        | Сёма Поляков, помощник Геннадия                                              |
| 2015 | с   | Кухня (5-й сезон)                  | Имя персонажа не указано                                                     |
| 2015 | с   | Молодая гвардия                    | Васько                                                                       |
| 2015 | с   | Тихий Дон                          | Степан Астахов                                                               |
| 2016 | с   | Беловодье. Тайна затерянной страны | дежурный                                                                     |
| 2016 | с   | Крылья империи (5, 9 и 12 серии)   | матрос Фёдор                                                                 |
| 2016 | с   | Мурка                              | Эдуард Багрицкий                                                             |
| 2016 | ф   | Опасные каникулы                   | эпизод                                                                       |
| 2017 | с   | Анна Каренина (телесериал)         | князь Яшвин                                                                  |
| 2017 | ф   | Анна Каренина: История Вронского   | князь Яшвин                                                                  |
| 2017 | кор | Майор Гром                         | Игорь Гром, майор МВД                                                        |
| 2017 | с   | Уголь                              | Фёдор Журавлёв                                                               |
| 2018 | ф   | Варгазея (не был завершён)         | Имя персонажа не указано                                                     |
| 2018 | с   | Годунов                            | Фёдор Мстиславский                                                           |
| 2018 | с   | Ненастье                           | Сергей Лихолетов, бывший «афганец», глава группировки                        |
| 2018 | с   | Остаться в живых                   | Пётр Стрельченко, старшина                                                   |
| 2019 | ф   | Одесский пароход                   | капитан воздушного судна                                                     |
| 2019 | ф   | Ржев                               | Иван Басов                                                                   |
| 2019 | ф   | Тайна печати дракона               | эпизод                                                                       |
| 2019 | с   | Холодные берега                    | Роман Дементьев, следователь, майор                                          |
| 2021 | с   | Белый снег                         | Юра                                                                          |
| 2021 | с   | Коса                               | Роман Рахманов, журналист                                                    |
| 2021 | с   | Полёт                              | Роман, жених Котёнка                                                         |
| 2021 | с   | Содержанки 3                       | Илья Лагутин, сын Мещерского                                                 |
| 2021 | с   | Угрюм-река                         | Прохор Громов                                                                |
| 2022 | ф   | Искренне Ваша                      | Имя персонажа не указано                                                     |
| 2022 | с   | Капкан на судью                    | Сергей Иванович Забелин, майор СК                                            |
| 2022 | ф   | Расправляя крылья                  | Зотов                                                                        |
| 2022 | ф   | Сердце Пармы                       | князь Ермолай                                                                |
| 2022 | с   | Художник                           | Александр Сазонов, капитан милиции, сотрудник отдела по борьбе с бандитизмом |
| 2023 | с   | Секс. До и после                   | Андрей                                                                       |
| 2023 | с   | Содержанки 4                       | Илья Лагутин                                                                 |
| 2023 | с   | Цербер                             | Ушаков                                                                       |
| 2023 | с   | Шаляпин                            | Фёдор Иванович Шаляпин                                                       |
| 2024 | с   | ГДР                                | Александр Нечаев                                                             |
| 2024 | с   | Редкая птица                       | Зотов                                                                        |
| 2024 | ф   | Авиатор (в производстве)           | Платонов                                                                     |
| 2024 | ф   | Злой город (в производстве)        | Всеслав                                                                      |
| 2024 | ф   | Уралочка                           | Гриша                                                                        |
| 2026 | ф   | Рождение империи                   | Пётр I                                                                       |

## Участие в телепередачах
17 ноября 2018 года Александр Горбатов был приглашён в эфир «КУДА ДЕЛИСЬ 90-Е?» ток-шоу Михаила Швыдкого «Агора» на телеканале «Культура» с участием писателя и сценариста Алексея Иванова, кинорежиссёра Владимира Хотиненко, историка и журналиста Николая Сванидзе, ведущего программы «Индустрия кино» Ивана Кудрявцева и кинорежиссёра Вадима Абдрашитова.
В конце 2018 года актёр принял участие в программе Дарьи Златопольской «Белая студия».
30 марта 2021 года был гостем программы «Вечерний Ургант».

## Награды и номинации
- 2015 — Лауреат премии «Золотой лист», за роль певчего Тетерева в спектакле «Мещане» по одноимённой пьесе Максима Горького[11][12].
- 2023 — Номинация на премию «Золотой орёл» в категории Лучший актёр онлайн-сериала за роль в сериале «Художник»[13].